# Ищван Ференци
Ищван Ференци (роден на 14 септември 1977 г. в Дьор, Унгария) е бивш унгарски футболист, нападател.
Кариерата на Ищван Ференци започва в отбора от родния му град Дьор. В родината си играе още за отборите на МТК (Будапеща), Залаегерсег, Вашаш, Дебрецен, Ференцварош и други. В чужбина Ференци преминава през немския Оснабрюк, турския Чайкур Ризеспор и английския Барнзли. През 2002 г. е даден под наем в Левски София, където отбелязва 3 гола в 4 мача. Със „Сините“ става шампион през същата година. През 2006 г. печели и шампионската титла на Унгария с екипа на Дебрецен.
Има 9 изиграни мача за националния отбор на страната, в които вкарва 2 гола.